# موشک هدایت‌شونده ضدتانک

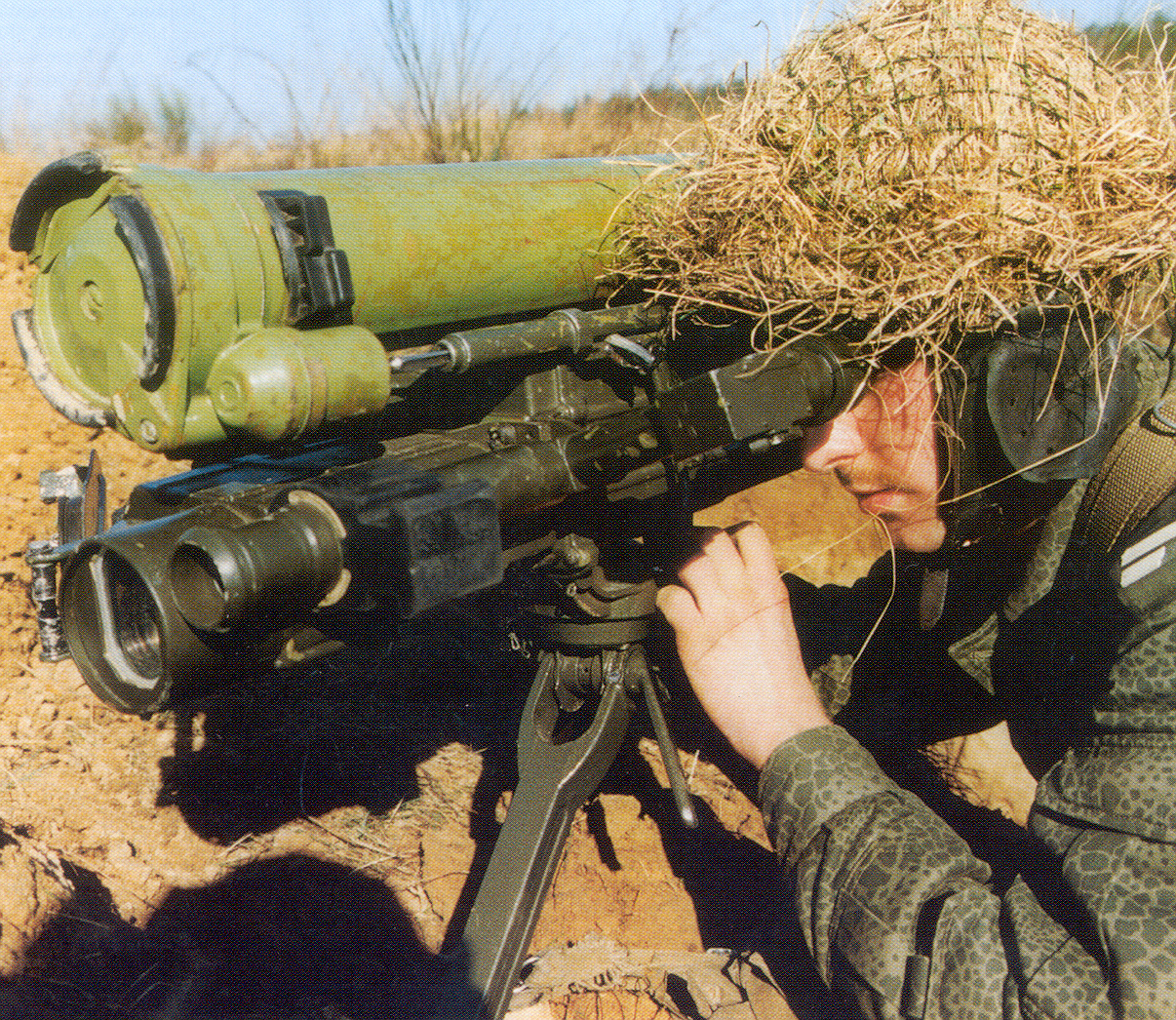
تصویری از موشک ضد تانک ۹کی۱۱۵ متیس متعلق به ارتش لهستان

موشک هدایت شونده ضد تانک (ATGM) یا جنگ افزار هدایت شونده ضد تانک (ATGW)، یک موشک هدایت شونده است که برای آسیب رساندن و از بین بردن تانک و دیگر وسایل نقلیه زرهی، طراحی شده‌است.
موشکهای هدایت شونده ضد تانک در اندازه‌های مختلفی ساخته می‌شوند برای مثال مدل‌های کوچک آن به صورت موشک دوش پرتاب مورد استفاده قرار می‌گیرد و سربازان می‌توانند براحتی آن را با خود حمل کنند. مدل بزرگتر این موشکها، موشکهایی هستند که بر روی سه پایه قرار می‌گیرند و برای حمل و شلیک آن یک دسته یا گروه سرباز لازم است. نوعی دیگر نیز بر روی وسایل نقلیه ای مانند:قرار دادن موشک های ضد تانک بر روی نفربر های برادلی ساخت آمریکا و همچنین نصب موشک ضد زره بر روی خودروی ترمیناتور ساخت روسیه یا هواگردها قرار می‌گیرند و از روی آن‌ها شلیک می‌شوند.
موشکهای ضد تانک قابل حمل توسط یک فرد، موشک‌هایی کوچک با کلاهکی قوی هستند. این سلاح‌ها در میدان‌های جنگ امروزی به سربازان داده می‌شوند تا آن‌ها بتوانند به وسیله این موشک‌ها، اهداف زرهی سنگین و تانک‌ها را از فاصله‌های دور و معمولاً فقط با یک شلیک نابود کنند. برخی دیگر از موشک های ضد تانک مانند جاولین آمریکایی و الماس ساخت ایران تاپ اتک هستند. یعنی به هنگام شلیک اوج می‌گیرند و از بالا با هدف برخورد می‌کنند زیرا سطح حفاظت اهداف در بالا کمتر میباشد. البته باید توجه داشت که موشک الماس از پهپاد لانچ می‌شود و موشک جاولین از زمین. موشک جاولین موفقیت‌های زیادی در جنگ اوکراین کسب کرده است و تعدادی از تانک‌های روسی را منهدم کرده است و از جمله راه‌های مقابله با این نوع موشک‌ها، نصب سامانه دفاع فعال بر روی تانک است.